# Hatayspor
El Hatayspor Kulübü es un club profesional de fútbol, localizado en Antakya, Turquía. Actualmente se desempeña en la TFF Primera División, la segunda categoría del fútbol turco.

## Historia
Fue fundado en el año 1967 en la ciudad de Antakya de la provincia de Hatay y empezaron en la tercera división nacional, donde jugó 3 temporadas hasta que logró el ascenso a la segunda división nacional como ganador de grupos.
En su primera etapa estuvo seis temporadas consecutivas, quedando cerca del ascenso a la primera división nacional cuando terminó en cuarto lugar en la temporada 1973/74 hasta su descenso en la temporada 1975/76.
Cuatro años después regresa a la segunda categoría como campeón de grupo, donde permaneció por tres temporadas hasta descender tras quedar en último lugar del grupo D. Seis años después regresa a la segunda categoría, donde desciende tras dos temporadas, retornando al año siguiente como campeón de grupo en la temporada 1992/93.
En este periodo estuvo por nueve temporadas en la segunda categoría, aunque en solo dos de ellas estuvo peleando el ascenso a la primera división hasta que descendió en la temporada 2001/02. Tras siete temporadas en la segunda categoría desciende a la cuarta división nacional por primera vez en su historia, liga en la que estuvo por tres años hasta regresar a la tercera categoría.
Tras siete temporadas en la tercera categoría gana su grupo y regresa a la TFF Primera División para la temporada 2018/19, temporada en la que sale campeón y consigue el ascenso a la Superliga de Turquía por primera vez.
En febrero de 2023, durante el terremoto que afectó fuertemente a Turquía y Siria, las instalaciones del club en Antakya colapsaron, sepultando a la mayor parte de los jugadores y staff. Casi todos pudieron ser rescatados, a excepción del futbolista ghanés Christian Atsu que falleció, y el director deportivo Taner Savut, cuyo cuerpo fue encontrado más tarde. Debido a estos acontecimientos, Hatayspor decidió retirarse de la Superliga de Turquía 2022-23. La TFF aceptó el pedido de retiro de Hatayspor, además del de Gaziantep, y decidió que ambos clubes no serían relegados de la primera división.

## Palmarés
- TFF Primera División (1): 2019-20
- Tercera División (4): 1969-70, 1989-90, 1992-93, 2017-18.
- Cuarta División (1): 2011-12.